# Zentralisation (Wirtschaftswissenschaften)
Als Zentralisation (oder Zentralisierung) wird in der Betriebswirtschaftslehre und Organisationslehre die Zusammenfassung von gleichartigen oder ähnlichen Aufgaben, Kompetenzen und Verantwortung oder von ganzen Organisationseinheiten zu einer Zentrale verstanden. Gegensatz ist die Dezentralisation.

## Allgemeines
Einer Zentralisation ist stets eine Dezentralisation vorausgegangen, die rückgängig gemacht wird. Die Zentralisation verändert die Aufbauorganisation eines Unternehmens. Die Entscheidung über eine Zentralisation verringert den Grad der Arbeitsteilung hin zu einem betrieblichen Mittelpunkt.  

## Arten
Dieser Mittelpunkt kann als Zentrum oder Zentrale interpretiert werden. Dementsprechend sind zu unterscheiden:
- Die Verrichtungszentralisation, die betriebliche Aufgaben zusammenfasst, denen gleiche Verrichtungen zugrunde liegen, z. B. Beschaffungsaufgaben.
- Die Phasenzentralisation, bei der Aufgaben gekoppelt werden, die der Planung, Durchführung und Kontrolle dienen, z. B. bei der Finanzierung.
- Die Entscheidungszentralisation als Zusammenfassung von gleichartigen betrieblichen Entscheidungen zu einem Mittelpunkt hin.
- Die Verwaltungszentralisation, bei der bestimmte dispositive Aufgaben gekoppelt werden, z. B. Funktionen des Personalwesens oder der Verwaltung.

## Zentralisation und Dezentralisation
Die Unterschiede zwischen Zentralisation und Dezentralisation lassen sich wie folgt darstellen:
| Effekte               | Aus Sicht der Zentrale                                                                                   | Aus Sicht der Bereiche                                                                                           |
| --------------------- | --- | --- |
| bei Zentralisierung   | geringerer Koordinationsaufwand einheitliche Unternehmensausrichtung Kostensenkung                       | höherer Koordinationsaufwand Nutzung von Synergien Wahrung der Neutralität                                       |
| bei Dezentralisierung | Vermeidung von Durchsetzungszielen Verbesserung der Arbeitsmotivation Entlastung der Unternehmensführung | Verringerung des Koordinationsaufwands Verbesserung der Entscheidungsqualität Entlastung der Unternehmensführung |

Zentralisierungen führen meist zu Kostensenkungen, weil eine Aufgaben- und Kompetenzverteilung durch Dezentralisierung mehr Personal und mehr Arbeitsmittel erfordert. 

## Ziele
Die Zentralisation verfolgt das Unternehmensziel, die Effizienz der beteiligten Prozesse zu steigern und Redundanzen abzubauen. Diesem Ziel kann man sich sowohl durch räumliche als auch durch sachliche Zentralisation annähern. Die effizienzsteigernde Wirkung zentralisierender Maßnahmen kann durch längere Entscheidungswege und zusätzliche Entscheidungsebenen gemindert werden. Strategische Neuausrichtungen sind leichter durchzuführen; die mittlere Managementebene hat weniger Möglichkeiten mikropolitisches Verhalten auszuüben.
Der gegensätzliche Ansatz ist die Dezentralisation, also verschiedene Aufgabenbereiche auf viele Standorte oder Stellen zu verteilen. Je nach Art der Unternehmung kann mehr zu Zentralisation oder zu Dezentralisation tendiert werden. Eine dezentrale Organisation erlaubt größere Gestaltungsfreiheit, Flexibilität, Marktnähe und Kundenorientierung. Diese Form kann auch ethikfreundlicher sein, da Verantwortung weniger auf Vorgesetzte, entfernte Zentralen oder fixe bürokratische Strukturen abgewälzt wird. Innovative Branchen können davon profitieren.

## Marxismus
Die Zentralisation des Kapitals ist bei Karl Marx eine wichtige Tendenz kapitalistischer Wirtschaften. Er meint damit, dass die Zahl der Unternehmen abnimmt, indem Großunternehmen die Kleinunternehmen schlucken, oder indem es zu Unternehmenszusammenschlüssen kommt. In heutiger Sprache entspricht die Kapitalzentralisation ungefähr der relativen Konzentration. Die Zentralisation des Kapitals ist eng mit dem Gesetz des tendenziellen Falls der Profitrate verknüpft.